# Visbeck (Meschede)
 Visbeck ist ein Stadtteil von Meschede im nordrhein-westfälischen Hochsauerlandkreis. Am 31. Dezember 2023 hatte Visbeck 282 Einwohner. Durch den Ort führt die L 840.

## Lage des Ortes
Visbeck befindet sich etwa 9 km südöstlich von der Kernstadt von Arnsberg und 11 km westlich von Meschede entfernt. In dem Ort treffen sich die Surmeckesiepen und die Resmecke, die nach ihrem Zusammenfluss Visbecker Bach heißen.

## Geschichte
Der westlichste Ortsteil der Stadt Meschede ist Visbeck. Die schriftliche Überlieferung Visbecks beginnt mit dem Namen des Ritters Conrad von Visbeck, der 1242 auf seine Ansprüche an die von ihm verkauften Güter in Nuttlar verzichtet. In der Folgezeit tritt Conrad von Visbeck wiederholt als Zeuge für die Äbtissin Jutta vom Stift in Meschede, aber auch für Graf Gottfried III. von Arnsberg auf. Die Lehnregister der Arnsberger Grafen zeigen den wachsenden Reichtum derer von Visbeck.

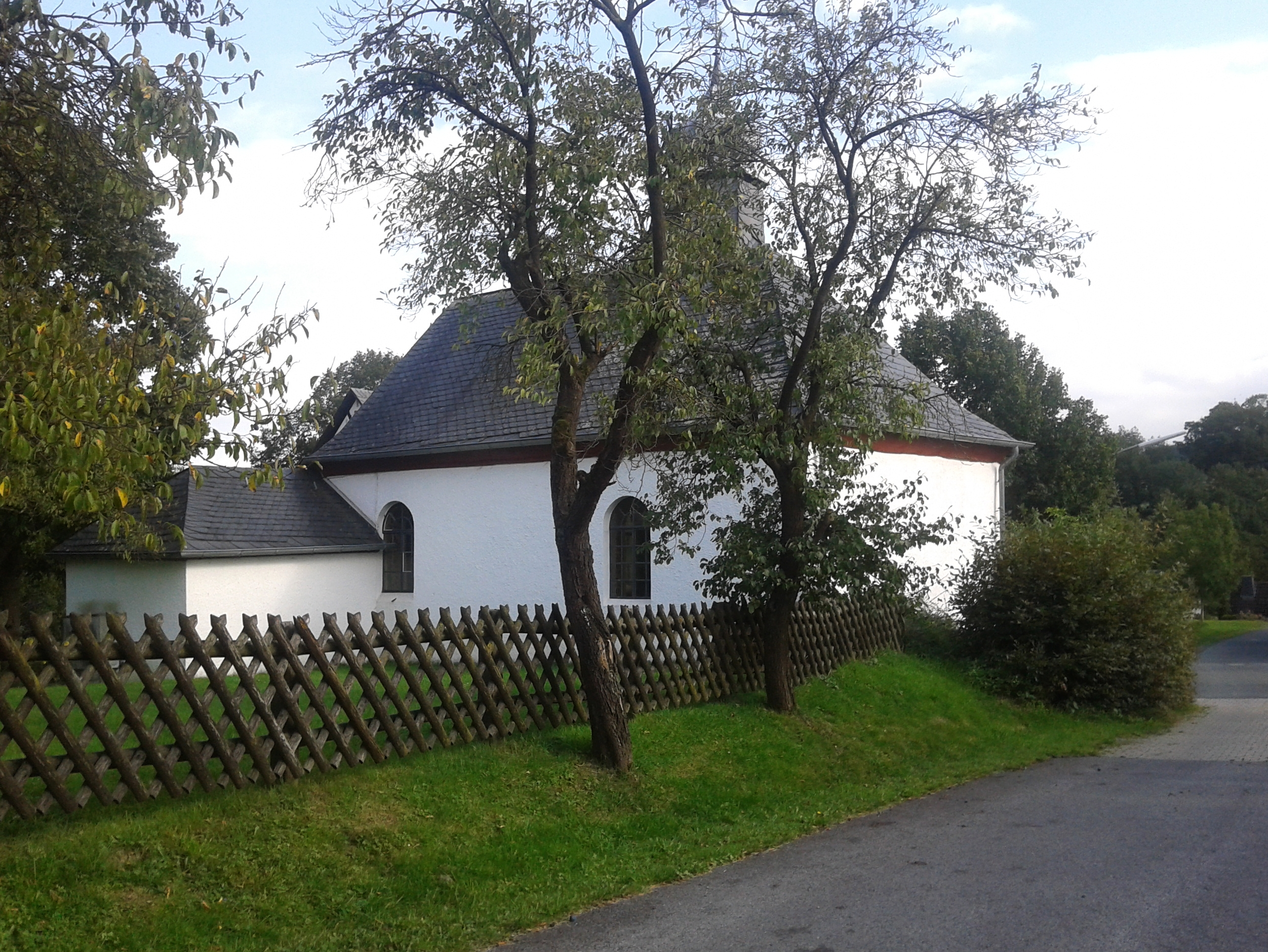
Kapelle in Visbeck

Die sichtbarste Erinnerung des heutigen Visbeck an seine ritterliche Vergangenheit ist das Wappen, das auf das Siegel derer zu Visbeck zurückgeht. Visbeck hat sich durch die Jahrhunderte hindurch bis zum Ende des Zweiten Weltkrieges nur wenig verändert. Bis zur kommunalen Neugliederung war Visbeck eine selbständige Gemeinde des Amtes Freienohl (Kreis Arnsberg). Am 1. Januar 1975 wurde der Ort in die Stadt Meschede eingegliedert.
Von dem Versuch, die reine Agrarwirtschaft zu durchbrechen, zeugen noch heute deutlich erkennbare Eingänge zu den Kupferstollen.

## Weihnachtsmarkt
Alle Jahre wieder – die letzten 4 Wochen vor Weihnachten öffnet der "angeblich kleinste Weihnachtsmarkt der Welt" in der Dorfmitte von Visbeck seine Pforten. Es wurde bereits mehrfach im WDR Fernsehen darüber berichtet.